# Forte San Giorgio (Genova)
Forte San Giorgio è un'opera fortificata costruita sul preesistente Bastione San Giorgio, all'apice nord-occidentale delle "Mura Vecchie" del Cinquecento, nel tratto fra il Bastione San Michele, abbattuto a metà Ottocento per far posto allo scalo ferroviario di Piazza Principe, ed il Baluardo di Montegalletto, sul quale sorge il Castello D'Albertis.

## Descrizione

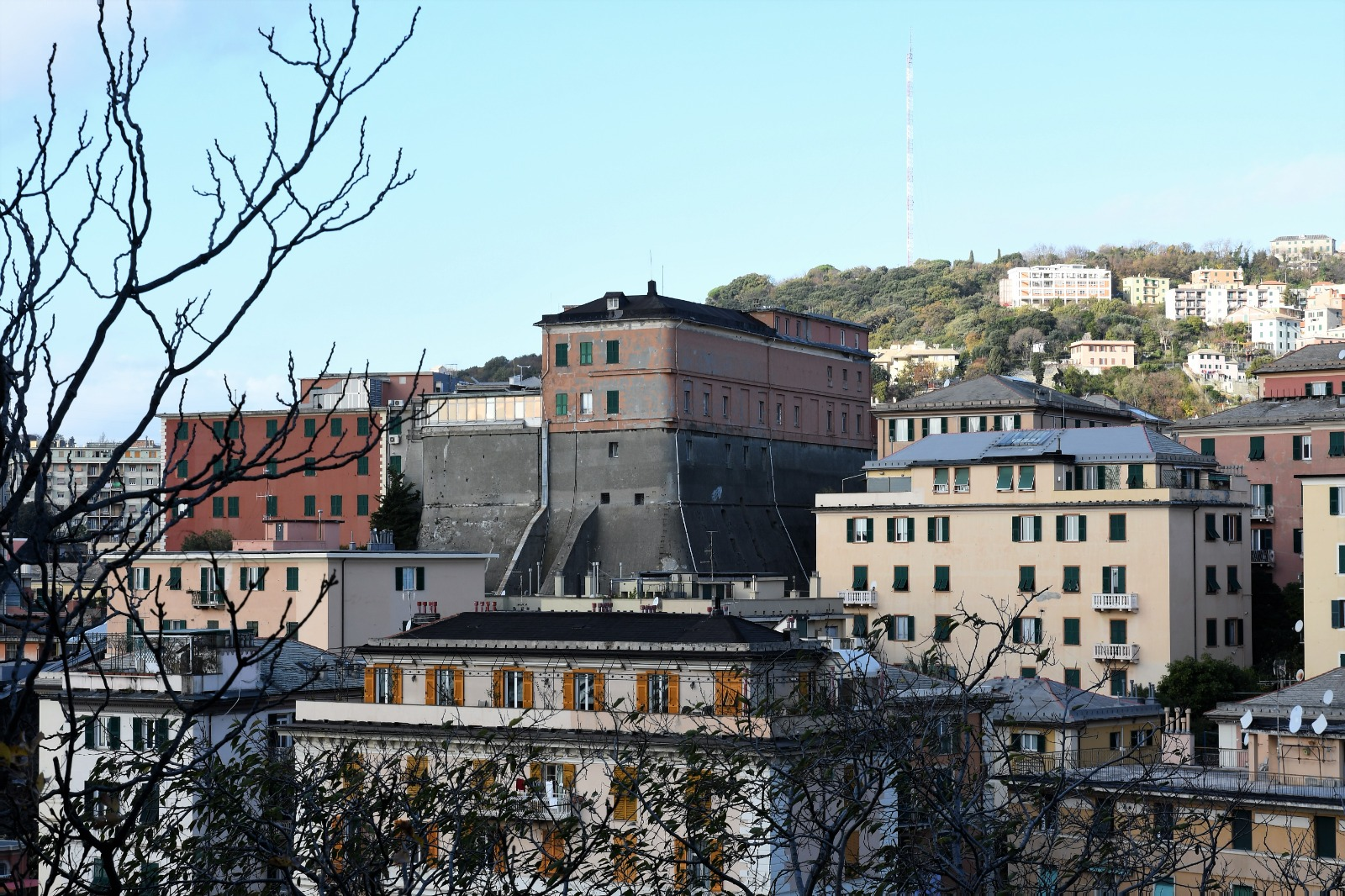
Forte San Giorgio visto dal Castello D'Albertis

L’intitolazione a San Giorgio, dello sperone su cui poggia un vertice della cinta medievale, risale agli anni successivi al 1540, con l’erezione delle "Mura Vecchie". Comune ai bastioni è il superamento dei dislivelli mediante terrapieni a scarpa ripida, con soprastante spesso parapetto: il punto di innesto di quest’ultimo è segnato da un cordolo a sezione semicircolare che, nelle mura cinquecentesche, è in mattone rosso. La muratura è costruita con il materiale di risulta degli scavi per la realizzazione della cinta.
San Giorgio è un bastione possente con un’alta scarpa scoscesa dal saliente smussato a N, un ampio orecchione rivolto a SO, seguito da una breve cortina di raccordo con la congiungente verso il bastione di San Michele, e un vistoso musone sul lato SE, raccordato alla cortina verso Montegalletto. I fianchi misurano, dal saliente all’apice dell’orecchione, circa 63 metri e, dal saliente al musone, circa 62 metri. L’altezza del parapetto sul terreno circostante è di circa 26 metri al musone e di oltre 25 metri all’orecchione, mentre l’altezza media sul versante di ponente è di circa 23 metri.

## Storia
Dopo l’annessione, nel 1815, della Repubblica Genovese al Regno di Sardegna, la cinta muraria cinquecentesca acquista nuova rilevanza, anche per tenere sotto controllo prevedibili sommosse antigovernative della città stessa.
Il Bastione San Giorgio riveste particolare importanza strategica per la sua posizione dominante sul porto,  sull’Arsenale di terra e sugli altri edifici militari. Il Governo delibera quindi la costruzione di un forte nel perimetro del bastione. I lavori durano dal 1818 al 1828 e sono documentati, insieme con le vicende di contorno, da una ricca varietà di documenti e disegni, conservati presso gli Archivi di Stato di Genova e Torino, e presso l’Istituto Storico e di Cultura dell’Arma del Genio a Roma, che ricostruiscono l’evoluzione del comprensorio e dell’Istituto Idrografico della Marina che vi si insedierà alla sua costituzione.
Nel 1848 Il forte è semidistrutto dal popolo in rivolta dopo l’esito infausto della I Guerra d’Indipendenza e rimane inutilizzato per anni: dopo svariate ipotesi di riutilizzo, si delibera la costruzione di un osservatorio astronomico per uso degli allievi della prospiciente Scuola di Marina. Infatti, con la secolarizzazione degli enti religiosi, il convento di Santa Teresa era stato espropriato dopo il 1789 e nel 1816 vi era stato insediato il collegio navale, munito di osservatorio astronomico per uso didattico, che nel frattempo ha perso la piena visibilità dell’orizzonte con lo sviluppo edilizio dei sottostanti quartieri. Il generale Alfonso Ferrero della Marmora, Ministro della Guerra, caldeggia pertanto il trasferimento e la riorganizzazione della Scuola nel Forte San Giorgio, da riallestire adeguatamente.

### Storia recente
In realtà la Scuola di Marina potenzierà le proprie strutture interne e resterà nel comprensorio di Santa Teresa fino all’unificazione, nella Accademia Navale di Livorno, nel 1881, delle scuole navali preunitarie. Con deliberazione n°1073 del 28 giugno 1858 il Consiglio del Genio Militare presieduto dal gen. Domenico Chiodo approva la costruzione del solo Osservatorio. Alla direzione della fabbrica è assegnato Simone Pacoret de Saint-Bon, già responsabile della torre-osservatorio esistente presso la Scuola di Marina e futuro Ministro della Marina, il quale propone migliorie al progetto iniziale, definitivamente approvato nel settembre 1859; esso prevede la realizzazione dell'osservatorio sul saliente di NO del bastione cinquecentesco, oltre a sale per osservazioni, deposito di strumenti, uffici e alloggi per il personale, ricavati nel parapetto occidentale del bastione, sopra la quota del cordolo. L'ufficio del direttore ospiterà - nel 1904 - un affresco di Giuseppe Pennasilico, raffigurante l'ammiraglio Giovan Battista Magnaghi, fondatore dell'Istituto Idrografico della Marina, in occasione della commemorazione dell'Ufficiale, a due anni dalla morte. Quel locale sarà successivamente trasformato in magazzino-strumenti, mentre l’ufficio del direttore sarà spostato nell’edificio realizzato nel periodo tra le due guerre nell’antica piazza d’armi inferiore.
L'osservatorio, al livello della piazza d’armi superiore, è collocato in una sala in muratura con volta a botte e l'esterno a sezione rettangolare, di circa 7,7 m di lato, alta al colmo 6,8 m. Le spesse pareti sono attraversate da aperture meridiane larghe solo 60 cm, che rendevano quasi impossibile lo scambio termico tra l'esterno e l'interno, provocando un'eccessiva irradiazione del calore che influiva anche sulle parti metalliche degli strumenti.

Un ulteriore inconveniente era rappresentato dalle vibrazioni prodotte dalla ferrovia, alla base della collina su cui era stato edificato il Forte, che comprometteva il corretto funzionamento del circolo meridiano di Ertel montato su due monoliti di granito, tuttavia insufficienti ad assicurare l’immobilità del mercurio nell'orizzonte artificiale. Luigi Carnera, in una relazione sugli strumenti astronomici presso l'Istituto Idrografico riferisce di non meglio specificati "espedienti diversi" per migliorare le prestazioni dell'osservatorio. Tra questi è forse da includere l'impiego del carbone di legna, per le sue proprietà igroscopiche e isolanti. Verso la metà degli scorsi anni Novanta, infatti, ne è stato fortuitamente scoperto un quantitativo imprecisato, stivato in un'area murata, inaccessibile e pertanto invisibile, di circa 180 metri cubi, direttamente sottostante l'osservatorio. Essa è attraversata in verticale da due tubi metallici di circa 30 cm di diametro, che sembrano raggiungere l’osservatorio in corrispondenza dei pilastri di sostegno degli strumenti; è quindi probabile che alloggiassero i pendoli dello strumento per misurare le altezze menzionato da Luigi Carnera, al riparo da ogni perturbazione.  Con la fondazione dell’Ufficio Idrografico con decreto del 26 dicembre 1872 (ridenominato “Istituto” nel 1899), in analogia con gli omologhi enti cartografici delle altre nazioni marinare, i compiti dell’Ufficio si dilatano e richiedono spazi ulteriori per uffici e laboratori.  Dalla scarsa documentazione fotografica disponibile, nel 1916 il versante occidentale dall’orecchione al saliente risulta soprelevato di due piani, mentre gli edifici adiacenti all’osservatorio si accrescono di un piano, e la piazza d’armi inferiore è occupata da un edificio a due piani che ingloba il parapetto perimetrale dell’antico musone. 

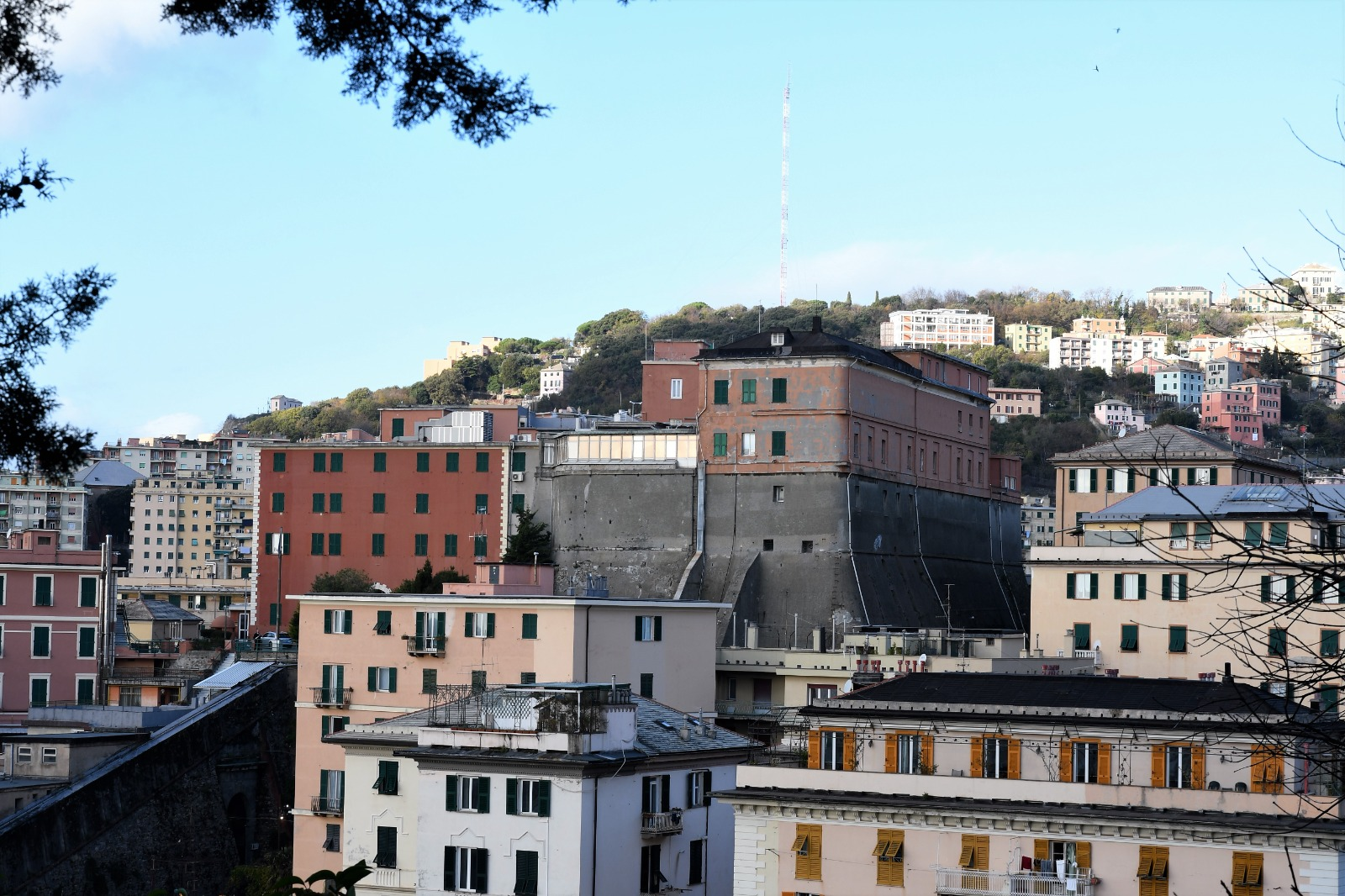
Forte San Giorgio a Genova

Contemporaneamente si sbanca l’area a valle della fortezza dove, entro il 1930, saranno completate due palazzine che accoglieranno alloggi e magazzini, mentre sarà costruita una carrozzabile che collegherà il nuovo cancello di accesso al comprensorio con l’ingresso dell’edificio nel soprastante piazzale. Ulteriori soprelevazioni e aggiunte saranno realizzate negli anni successivi secondo necessità contingenti senza un progetto d’insieme, cosicché l’attuale edificio si è sviluppato per accostamenti successivi di corpi di fabbrica separati, via via che si manifestavano esigenze logistiche ulteriori . Negli anni di guerra nel comprensorio si stanzia il Comando tedesco e si realizza un rifugio antiaereo con vie d’ingresso e di fuga in posizioni strategiche: si tratta di una galleria rivestita di cemento armato che si snoda attraverso l’intero comprensorio a una profondità variabile di 10-15 metri sotto il piano di calpestio dello stesso. A circa 60 metri dall’imbocco, in corrispondenza del soprastante ingresso all’edificio principale, la galleria si dirama in tre bracci che sboccano sui diversi versanti con aperture che oggi sono ovviamente tamponate. Dopo la guerra, rientrati uomini e materiali dai più sicuri luoghi di sfollamento e  riprese le attività ordinarie, l’osservatorio cade in disuso e viene convertito prima in refettorio e poi in stabilimento di lavoro. Nei primi anni Sessanta la galleria ascendente che collega le due piazze d’armi viene trasformata in gradinata alla palladiana, angusti locali ad uso magazzini si ricavano là dove la copertura di piccole aree ancora a cielo aperto offre modesti spazi utilizzabili,  e l’edificio principale, dal tipico colore rosso pompeiano, viene innalzato di un piano raccordato con scale interne alle soprelevazioni che guardano sulla piazzetta superiore : una ricavata in un precedente cavedio ora coperto, l’altra realizzata in aderenza all’antica muraglia del musone cinquecentesco. Ancora modesti interventi di manutenzione e adattamento saranno attuati negli anni Novanta, ma ormai l’evoluzione tecnologica ha ridimensionato le costanti passate carenze strutturali e logistiche.

## Come arrivare
Il Forte è all'interno dell'attuale tessuto urbano di Genova. Gli autobus 35 e 36 fermano in Via Sant’Ugo e in Via Almeria, a pochi metri dall’imbocco di Passo all’Osservatorio, che raggiunge il cancello d’ingresso.

Il riferimento all’antico stabilimento si ritrova in Salita all’Osservatorio, ossia l’ampia ripida scalinata che raggiunge il Forte dalla sottostante Piazzetta Ferreira, in passato nota come Salita della Neve.